# Canton de Cambrai-Ouest
Le canton de Cambrai-Ouest est une ancienne division administrative française, située dans le département du Nord et la région Nord-Pas-de-Calais.
À la suite du redécoupage cantonal de 2014, le canton est supprimé.

## Composition
Le canton de Cambrai-Ouest se composait d’une fraction de la commune de Cambrai et de seize autres communes. Il compte 39 353 habitants (population municipale) au 1er janvier 2012.
| Nom                      | Code Insee | Intercommunalité | Population (dernière pop. légale)               |
| ------------------------ | ---------- | ---------------- | ----------------------------------------------- |
| Cambrai (chef-lieu)      | 59122      | CA de Cambrai    | Fraction : 22 375(2012) Commune : 32 897 (2014) |
| Abancourt                | 59001      | CA de Cambrai    | 457 (2014)                                      |
| Aubencheul-au-Bac        | 59023      | CA de Cambrai    | 501 (2014)                                      |
| Bantigny                 | 59048      | CA de Cambrai    | 496 (2014)                                      |
| Blécourt                 | 59085      | CA de Cambrai    | 313 (2014)                                      |
| Cuvillers                | 59167      | CA de Cambrai    | 193 (2014)                                      |
| Fontaine-Notre-Dame      | 59244      | CA de Cambrai    | 1 791 (2014)                                    |
| Fressies                 | 59255      | CA de Cambrai    | 568 (2014)                                      |
| Haynecourt               | 59294      | CA de Cambrai    | 333 (2014)                                      |
| Hem-Lenglet              | 59300      | CA de Cambrai    | 576 (2014)                                      |
| Neuville-Saint-Rémy      | 59428      | CA de Cambrai    | 3 871 (2014)                                    |
| Paillencourt             | 59455      | CA de Cambrai    | 994 (2014)                                      |
| Proville                 | 59476      | CA de Cambrai    | 3 169 (2014)                                    |
| Raillencourt-Sainte-Olle | 59488      | CA de Cambrai    | 2 320 (2014)                                    |
| Sailly-lez-Cambrai       | 59521      | CA de Cambrai    | 459 (2014)                                      |
| Sancourt                 | 59552      | CA de Cambrai    | 198 (2014)                                      |
| Tilloy-lez-Cambrai       | 59597      | CA de Cambrai    | 534 (2014)                                      |

## Histoire: conseillers généraux de 1833 à 2015
De 1833 à 1848, les cantons de Cambrai-Est et Cambrai-Ouest avaient le même conseiller général. Le nombre de conseillers généraux était limité à 30 par département.
| Période                                 | Identité                | Parti                    | Qualité |
| --------------------------------------- | ----------------------- | ------------------------ | --- |
| 1833-1848                               | François Deloffre       |                          | Propriétaire Adjoint puis maire (1835-1839) de Cambrai                                                                                |
| 1848-1880                               | Prosper Leleu           | Droite                   | Cultivateur, maire de Tilloi |
| 1880-1904                               | Auguste-Joseph Bernard  | Union républicaine       | Vétérinaire, cultivateur, fabricant de sucre Maire d'Aubencheul-au-Bac Député (1881-1885), conseiller d'arrondissement                |
| 1904-1910                               | Paul Bersez             | Gauche démocratique      | Négociant Maire de Cambrai de 1897 à 1912, conseiller d'arrondissement Député du Nord de 1898 à 1906, Sénateur du Nord de 1906 à 1940 |
| 1910-1936 (démission)                   | Jonathan Demolon        | FR-Rad.ind.              | Industriel Maire de Cambrai (1917-1918)                                                                                               |
| 1936-1940                               | Marcel Régnier          | SFIO                     | Professeur Adjoint au Maire de Cambrai                                                                                                |
|                                         |                         |                          | |
| 1945-1951                               | Raymond Gernez          | SFIO                     | Ebéniste Député (1945-1973) Maire de Cambrai (1945-1977), ancien conseiller d'arrondissement du Canton de Carnières                   |
| 1951-1958                               | Henri Mallez            | RS                       | Imprimeur Ancien Premier adjoint au Maire de Cambrai Député (1946-1955)                                                               |
| 1958-1976                               | Raymond Gernez          | SFIO puis PS             | Ebéniste Député du Nord (1945-1973) Maire de Cambrai de 1945 à 1977                                                                   |
| 1976-1982                               | Jacques Legendre        | Union pour le Nord (RPR) | Professeur agrégé d'histoire Député du Nord (1973-1981) et (1986-1988) Sénateur du Nord (1992-2017) Maire de Cambrai de 1977 à 1992   |
| 1982-2002 (démission)                   | François-Xavier Villain | Union pour le Nord (DVD) | Avocat, député (2002-2017) Maire de Cambrai depuis 1992                                                                               |
| 20 octobre 2002-2 novembre 2010 (décès) | Jean-Jacques Segard     | Union pour le Nord (DVD) | Attaché commercial Maire de Neuville-Saint-Rémy                                                                                       |
| Novembre 2010- 2015                     | Sylvie Labadens         | Union pour le Nord (DVD) | Infirmière scolaire Adjointe au maire de Cambrai Elue en 2015 dans le nouveau Canton de Cambrai                                       |

## Conseillers d'arrondissement (de 1833 à 1940)
Le canton avait deux conseillers d'arrondissement à partir de 1930.
| Période           | Période      | Identité                                     | Étiquette   | Qualité |
| ----------------- | ------------ | -------------------------------------------- | ----------- | --- |
| 1833              | 1845         | Pierre Joseph François Defrémery (1796-1866) |             | Notaire, ancien maire de Cambrai (1830)                                                                             |
| 1845              | 1848         | Paul Alphonse Lallier (1810-1878)            |             | Négociant à Cambrai                                                                                                 |
|                   |              |                                              |             | |
| 1883              |              | Jean-Baptiste Liefquint                      | Républicain | Cultivateur à Haynecourt                                                                                            |
|                   |              |                                              |             | |
| 1901              | 1904         | Paul Bersez                                  | Républicain | Négociant, maire de Cambrai (1897-1912), député (1898-1906)                                                         |
| 18 septembre 1904 | 1919         | Crépin Crépin                                | Radical     | Cultivateur, maire de Sancourt                                                                                      |
|                   |              |                                              |             | |
| 21 déc.1913       | 1918 (décès) | Victor-Aimable Ramette (1849-1918)           |             | Fabricant de chicorée, adjoint au maire de Cambrai, puis faisant fonction de maire, destitué et déporté en Belgique |
| 1919              | 1925         | Maurice Pluvinage                            | Républicain | Agriculteur à Cambrai                                                                                               |
| 1919              | 1931         | Léon Dhordain                                | Républicain | Maire de Cuvillers                                                                                                  |
| 1925              | 1929 (décès) | Charles Panien                               | Républicain | Conseiller municipal de Cambrai                                                                                     |
| 1931              | 1937         | François Vallet                              | Radical     | Maire de Paillencourt                                                                                               |
| 5 janvier 1930    | 1935 (décès) | Louis Carrez                                 | Radical     | Premier adjoint au maire de Cambrai                                                                                 |
| 1er décembre 1935 | 1936         | Marcel Régnier                               | SFIO        | Professeur Adjoint au Maire de Cambrai                                                                              |
| 27 juillet 1936   | 1940         | André Renard                                 | SFIO        | Cheminot à Cambrai                                                                                                  |
| 1937              | 1940         | Léandre Capliez                              | SFIO        | Instituteur à Flers-en-Escrebieux                                                                                   |
| 1940              |              |                                              |             | Les conseils d'arrondissement ont été suspendus par la loi du 12 octobre 1940 et n'ont jamais été réactivés         |

## Démographie
| 1975 | 1982 | 1990   | 1999   | 2006   | 2011   | 2012   |
| ---- | ---- | ------ | ------ | ------ | ------ | ------ |
| -    | -    | 39 694 | 39 821 | 39 505 | 39 504 | 39 353 |

### Pyramide des âges
Comparaison des pyramides des âges du Canton de Cambrai-Ouest et du département du Nord en 2006
| Hommes | Classe d’âge   | Femmes |
| ------ | -------------- | ------ |
| 0,1    | 90 ans et plus | 0,9    |
| 4,4    | 75 à 89 ans    | 7,1    |
| 11,4   | 60 à 74 ans    | 14     |
| 22,9   | 45 à 59 ans    | 23,2   |
| 21,4   | 30 à 44 ans    | 20,3   |
| 19,8   | 15 à 29 ans    | 16     |
| 20,1   | 0 à 14 ans     | 18,6   |

| Hommes | Classe d’âge   | Femmes |
| ------ | -------------- | ------ |
| 0,2    | 90 ans et plus | 0,8    |
| 4,3    | 75 à 89 ans    | 7,9    |
| 10,3   | 60 à 74 ans    | 11,9   |
| 19,7   | 45 à 59 ans    | 19,4   |
| 21,1   | 30 à 44 ans    | 20,1   |
| 22,6   | 15 à 29 ans    | 21     |
| 21,6   | 0 à 14 ans     | 19     |